# Börringe kyrkoruin

Planritning över Börringe kyrkas grundmurar: 1-2: stenkistor, G: gravområden med bevarade skelett.

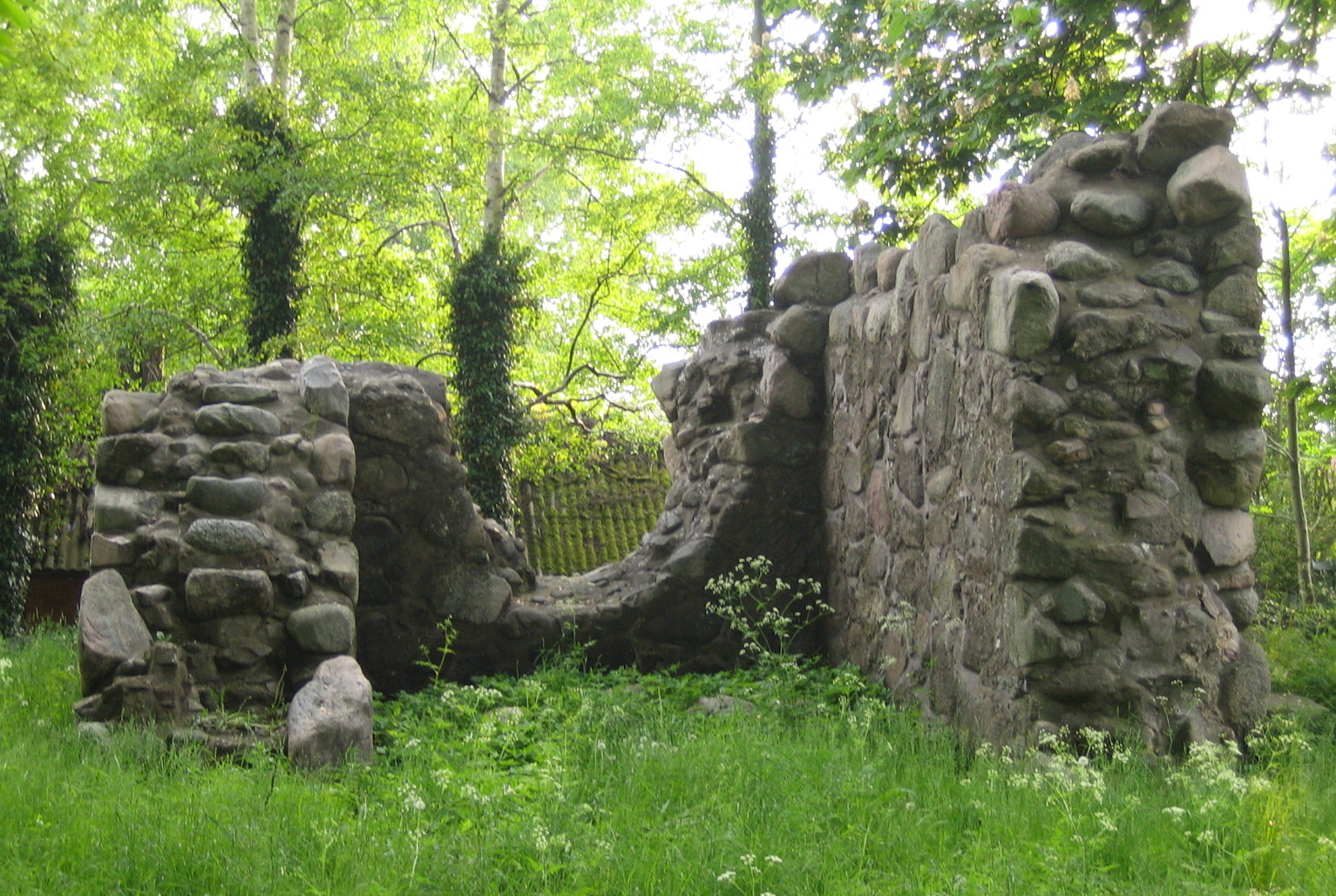
Börringe kyrkoruin

Börringe kyrkoruin i Börringe socken i Svedala kommun är belägen cirka 300 meter ifrån Börringekloster. Det enda som finns kvar av kyrkan är den nedre delen av ett torn som är cirka 3 meter högt. Ett träkors har rest på platsen för  kyrkans altare.

## Den medeltida kyrkan

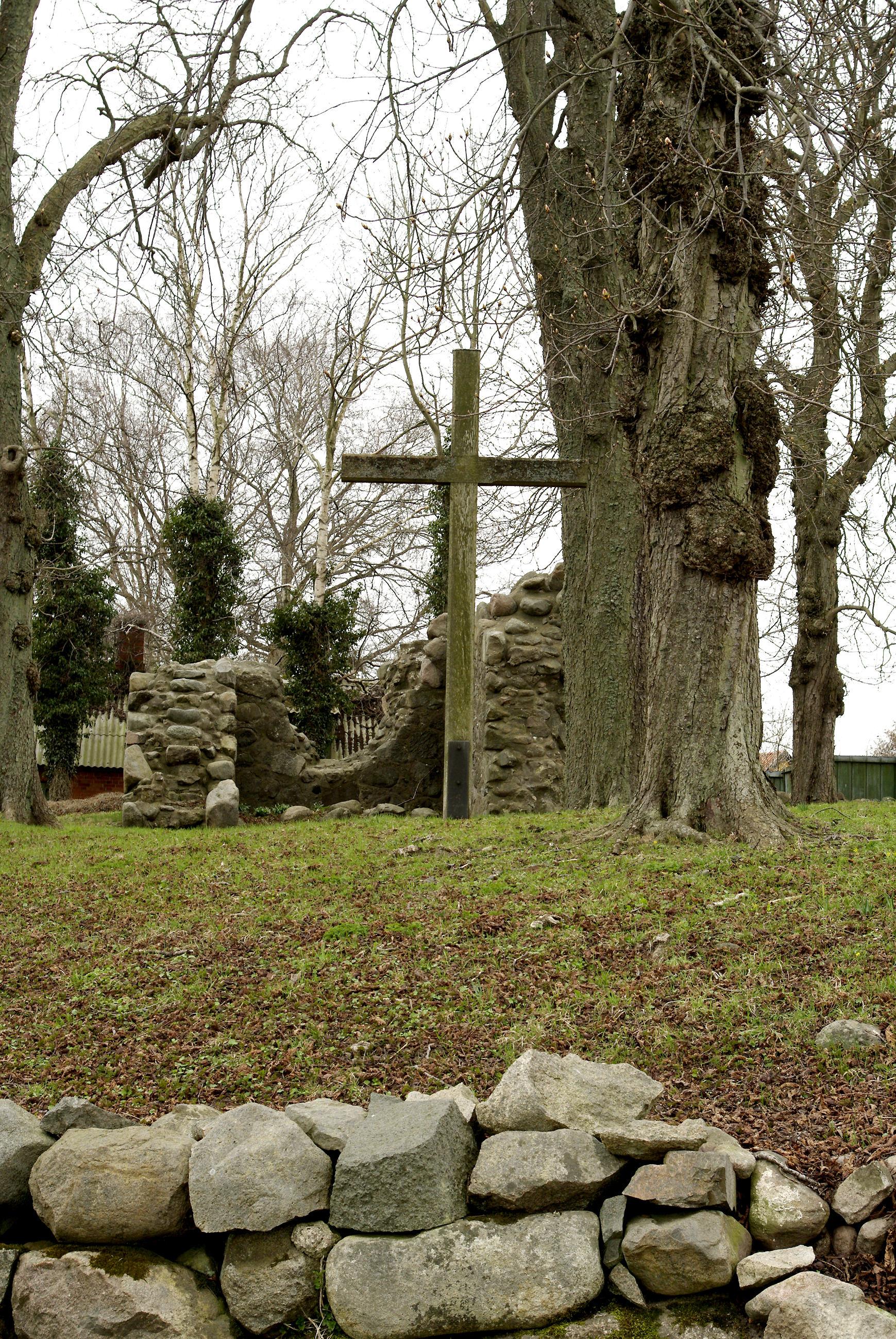
Börringe kyrkoruin.

Ruinen undersöktes arkeologiskt 1975 under ledning av Jan Erik Augustsson. Undersökningen gav värdefull information om kyrkans utseende och äldre historia. Vid kyrkans nedrivande på 1700-talet lät man grundmurarna under mark vara kvar varför en komplett bild av den medeltida kyrkan med sina senare tillbyggnader kunde fastställas vid utgrävningen.
Den äldsta påvisbara medeltida kyrkan har bestått av ett kor och ett långhus. Grundmurarnas bredd uppgår till 1,2-1,4 meter vilket antyder en kraftig mur ovan mark. Kyrkan var enligt en senare kyrkobeskrivning från 1700-talet helgad åt S:t Petri. Till denna ursprungliga kyrkobyggnad har sedan under tidernas lopp fogats ett antal tillbyggnader. Detta kunde man fastställa genom att grundmurarna till dessa lagts stumt upp mot den redan befintliga kyrkans grundmurar. Under medeltiden har på detta sätt en halvrund absid tillkommit i öster samt ett torn i väster. Kring ingången på långhusets sydsida har också byggts ett vapenhus.
I ett senare skede, efter medeltiden, har en stor tillbyggnad skett vid norra långhusmuren och man har också ansett det nödvändigt att uppmura strävpelare vid kor och absid. Marken sluttar här kraftigt vilken bör ha föranlett denna förstärkning.
Den äldsta påvisbara kyrkan har med sin planform med ett smalt kor en direkt parallell till den tidiga medeltidens sockenkyrkor. Påträffade gravar ger dessutom värdefull datering av ruinen. Endast i kyrkans västra del fanns bevarade, ostörda jordlager. Här påträffades tre skelett som delvis grävts sönder då man anlagt den ursprungliga kyrkans västra gavelmur. Detta bevisar att det funnits en kyrkogård och därmed även en kyrka på platsen före den nuvarande. Fyra andra skelett, varav ett påträffades inne i långhusets sydvästra del, låg i stenkistor med mindre nischer för huvudena. Denna gravform var aktuell i slutet av 1100-talet och början av 1200-talet vilket alltså ger en främre tidsgräns för kyrkan. De vid kyrkans uppförande söndergrävda skeletten bör således ha tillhört en kyrkogård med en trolig träkyrka.

## Kyrkan efter medeltiden
År 1582 gavs Börringeklosters gods till Görvel Fadersdotter (Sparre). Hon byggde om klosterbyggnaderna till en representativ bostad och rev även klosterkyrkan. I samband med klosterkyrkans försvinnande renoverade hon 1587 Börringe kyrka. Troligtvis lät hon då också bygga kapellet vid kyrkans norra långsida, eventuellt som ett gravkapell. Samtidigt lät hon uppmura en större stenkista i långhuset framför koret. Hit flyttades två av de adelskvinnor som tidigare legat begravda i Börringeklosters klosterkyrka. Över den nya graven lät hon lägga en alltjämt bevarade stenplatta med texten:
”Her ligger begrafven erlig velbyrdig Jomfru Else Brade, Herr Axel Brades datter till Kragholm, som udi mange Aar hafver ligget i Börringe Klosterkirke og nu hafvet erlig og velbyrdig Fru Görvel Fadders Datter hendes Legame der ladet optage og her igen hederlig nedlagt med hederlig og velbyrdig Jomfru Anne Timans Datter hvis Sjaele Gud hafver. Anno 1587”. Görvel Fadersdotter (Sparre) avled 1605 på Börringekloster.
Under 1600- och 1700-talet förföll kyrkan trots upprepande och kostsamma reparationer. Till slut bestämde Joakim Beck-Friis, som var godsherre och riksråd, att man skulle riva både Börringe kyrka och grannkyrkan i Lemmeströ, slå ihop socknarna och bygga en ny kyrka. Detta beslut togs den 4 april 1781 och den nya socknen kom att kallas Gustavs socken efter Gustaf III. Den nya kyrkan, som idag kallas Börringe kyrka, byggdes mitt emellan de två rivna medeltida sockenkyrkona. År 1931 beslutade man, att socken skulle få namnet Börringe socken istället för Gustavs socken.